# Tuluština
Tuluština je drávidský jazyk používaný zejména v jihozápadní částu Karnátaka a v severní části státu Kérala v jihozápadní Indii. K roku 2011 hovořily jazykem necelé 2 miliony lidí, nicméně počet rodilých mluvčích jazyka není zcela znám, protože jeho mluvčí jsou někdy označovány za mluvčí kannadštiny.
Jazyk není oficiálním jazykem Indie ani žádného jiného státu světa.